# Blood on the Dance Floor x Dangerous
Blood On The Dance Floor X Dangerous (The White Panda Mash-Up) é um single do Mash-Up da Coletânea "Scream" do Cantor Michael Jackson Lançada no dia 6 de setembro de 2017.

## Lançamento
No dia 5 de setembro de 2017, o Espólio do cantor anunciou uma nova Coletânea em comemoração ao Halloween  e junto o Mash-Up feito pela Dupla The White Panda. A Faixa contém vocais e elementos musicais de "Blood on the Dance Floor", "Dangerous", "This Place Hotel", "Is It Scary" e "Leave Me Alone". que no dia seguinte o single lançou no canal oficial do cantor no YouTube e nas plataformas digitais.
No dia 12 de outubro de 2017 o Videoclipe da faixa foi lançado no Canal do YouTube do cantor. O Clipe tem elementos de " Ghosts" "You Rock My World" "Blood on the Dance Floor " "Smooth Criminal" "Black or White" "Leave Me Alone".